# ご機嫌!オールスター料理大賞
『ご機嫌!オールスター料理大賞』（ごきげん オールスターりょうりたいしょう）は、1987年7月8日（水曜） 19:30 - 20:54 （日本標準時）に日本テレビ系列の『水曜バラエティ』枠で放送された日本テレビ製作の料理バラエティ番組である。
芸能人たちが日本各地の特産品を使った料理を披露し、その腕前を競っていた。

## 出演者

### 司会
- 片岡鶴太郎
- 岡江久美子

### 審査員
- 梅宮辰夫
- 高橋ひとみ
- 五代高之
- なぎら健壱
- マリアン
- バーバラ寺岡

### 参加芸能人
- 松原智恵子
- シブがき隊
- 渡辺正行
- 柳沢慎吾
- 清水宏次朗
- 福永恵規
- 芹沢直美
- ハナ肇
- 木内みどり
- 松方弘樹

### リポーター
- 黒田福美
- 桜金造
- 野沢直子
- 松本明子
- 井森美幸
- 森下恵理

## 参加芸能人たちが披露した料理
- 渡辺正行の江戸庶民の夕食 - いろりと釜は愛知県岡崎市から調達。
- 松原智恵子のシーフード料理 - 素材は松原自ら沖縄へ行き、スキューバダイビングをして調達した。
- 柳沢慎吾の新宿区のディスコでの野菜料理ライブ!
- ハナ肇のあっ!と驚くミルク料理!
- 松方弘樹 京都懐石料理に挑戦!
- 清水宏次朗のブラックバスで合宿料理!
- シブがき隊の合宿料理を披露!チャーハン
- 木内みどり 自然料理に挑戦!
- ほか

## 放送局
| 放送対象地域   | 放送局             | 系列                                         | 備考   |
| -------------- | ------------------ | -------------------------------------------- | ------ |
| 関東広域圏     | 日本テレビ         | 日本テレビ系列                               | 制作局 |
| 北海道         | 札幌テレビ         | 日本テレビ系列                               |        |
| 青森県         | 青森放送           | 日本テレビ系列 テレビ朝日系列                |        |
| 岩手県         | テレビ岩手         | 日本テレビ系列                               |        |
| 宮城県         | ミヤギテレビ       | 日本テレビ系列                               |        |
| 秋田県         | 秋田放送           | 日本テレビ系列                               |        |
| 山形県         | 山形放送           | 日本テレビ系列 テレビ朝日系列                |        |
| 福島県         | 福島中央テレビ     | 日本テレビ系列                               |        |
| 山梨県         | 山梨放送           | 日本テレビ系列                               |        |
| 新潟県         | テレビ新潟         | 日本テレビ系列                               |        |
| 長野県         | 信越放送           | TBS系列                                      |        |
| 静岡県         | 静岡第一テレビ     | 日本テレビ系列                               |        |
| 富山県         | 北日本放送         | 日本テレビ系列                               |        |
| 石川県         | 北陸放送           | TBS系列                                      |        |
| 福井県         | 福井放送           | 日本テレビ系列                               |        |
| 中京広域圏     | 中京テレビ         | 日本テレビ系列                               |        |
| 近畿広域圏     | 読売テレビ         | 日本テレビ系列                               |        |
| 鳥取県・島根県 | 日本海テレビ       | 日本テレビ系列 テレビ朝日系列                |        |
| 広島県         | 広島テレビ         | 日本テレビ系列                               |        |
| 山口県         | 山口放送           | 日本テレビ系列 テレビ朝日系列                |        |
| 徳島県         | 四国放送           | 日本テレビ系列                               |        |
| 香川県・岡山県 | 西日本放送         | 日本テレビ系列                               |        |
| 愛媛県         | 南海放送           | 日本テレビ系列                               |        |
| 高知県         | 高知放送           | 日本テレビ系列                               |        |
| 福岡県         | 福岡放送           | 日本テレビ系列                               |        |
| 長崎県         | テレビ長崎         | フジテレビ系列 日本テレビ系列                |        |
| 熊本県         | くまもと県民テレビ | 日本テレビ系列                               |        |
| 大分県         | テレビ大分         | フジテレビ系列 日本テレビ系列 テレビ朝日系列 |        |
| 鹿児島県       | 鹿児島テレビ       | フジテレビ系列 日本テレビ系列                |        |
| 沖縄県         | 琉球放送           | TBS系列                                      |        |